# Wożuczyn (stacja kolejowa)
Wożuczyn – dawna stacja kolejowa kolejki wąskotorowej w Wożuczynie-Cukrowni, części wsi Michalów, w gminie Rachanie, w powiecie tomaszowskim, w województwie lubelskim.